# 1999년 한화 이글스 시즌
1999년 한화 이글스 시즌은 한화 이글스의 6번째 시즌으로, 빙그레 이글스 시즌까지 포함하면 14번째 시즌이다. 이희수 감독 부임 후 첫 시즌으로, 이 해 한화 이글스는 정규시즌에서 매직리그 2위, 전체 4위를 기록하며 포스트시즌에 진출했으며, 최종 순위는 1위로 사상 첫 통합 우승을 차지했다.
한편, 이희수 감독이 직접 코칭스태프를 짜길 원했으나 구단에서 이희수 감독의 의견을 무시한 채 스태프를 짰는데 비북일파(경동고)인 유승안을 수석 겸 배터리코치로 임명했으며 북일고 출신 이상군을 선수로 복귀시켰고 이 과정에서 유승안 수석 겸 배터리코치와  이희수 감독 사이의 갈등이 생기기도 했으며 이로 인해  유승안 수석 겸 배터리코치는 1999년 시즌 뒤 2군감독으로 강등됐다가 2000년 6월  팀이 7연패에 빠지는 등 침체에 빠져 수석코치로 복귀했다. 

## 타이틀
- 아시아 야구 선수권 대회 금메달: 구대성, 정민철
- 한일 슈퍼게임 국가대표: 정민철, 구대성, 송진우
- KBO 골든글러브: 로마이어 (지명타자)
- 올스타 선정: 정민철 (투수), 최익성 (외야수)
- 올스타전 추천선수: 구대성, 데이비스
- 매직글러브: 송진우 (투수)
- 한국시리즈 MVP: 구대성
- 플레이오프 MVP: 송진우
- 스포츠조선 선정 프로야구 역대 용병 베스트10: 데이비스 (중견수)
- 컴투스프로야구 가을의 전설 라인업: 정민철 (선발투수)
- 컴투스프로야구 선정 다이너마이트 폭발 라인업: 데이비스, 로마이어, 장종훈
- 출장(타자): 송지만, 백재호, 로마이어 (132)
- 3루타: 송지만 (11)
- 완투: 송진우 (8)
- 완봉: 송진우 (2)

### 퓨처스리그
- 출장(타자): 임광규 (59)
- 북부리그 4사구: 오규택 (34)
- 다승: 전하진 (12)
- 북부리그 승률: 전하진 (0.800)
- 세이브: 박태순 (9)
- 이닝: 전하진 (129.1)
- 상대한 타자 수: 전하진 (521)
- 북부리그 탈삼진: 전하진 (73)

## 선수단
- 선발투수 : 정민철, 이상목, 송진우, 한용덕
- 구원투수 : 김해님, 이상군, 임창식, 이상열, 오창선, 최호원, 윤근주, 박정진, 박성기, 홍우태, 신재웅, 박태순
- 마무리투수 : 구대성, 김경원
- 포수 : 김충민, 조경택, 강인권, 심광호, 신경현
- 1루수 : 장종훈
- 2루수 : 임수민, 정경훈, 김승권
- 유격수 : 백재호, 허준, 황우구
- 3루수 : 강석천, 홍원기
- 좌익수 : 이영우
- 중견수 : 데이비스, 임주택, 심재윤
- 우익수 : 송지만, 최익성, 조효상
- 지명타자 : 로마이어, 오규택, 권오영, 오주상, 전상렬

## 특이 사항
- 팀은 시범경기에서 승률 1.000을 기록하여 역대 KBO 리그 시범경기 최고 승률을 기록했다. 또한 앞서 시범경기 승률 1.000을 달성한 1995년 롯데 자이언츠는 무승부가 1번 있었으나, 이 시즌 한화 이글스는 무승부 없이 시범경기에서 전승을 거둔 최초의 사례였다.
- 한용덕은 4번의 보크를 범해 역대 단일 시즌 최다 보크 타이 기록을 세웠다.
- 송지만은 KBO리그 사상 최초로 10 3루타 - 20홈런을 기록했다.
- 송지만은 이 시즌 쌍방울 레이더스와의 경기에서 4 3루타를 기록하여 단일 시즌 쌍방울 레이더스와의 경기에서 최다 3루타를 기록한 선수가 되었다.
- 송진우는 이 시즌 쌍방울 레이더스와의 경기에 7번 선발등판해 206명의 타자, 192타수를 상대하여 47피안타를 기록해 단일 시즌 쌍방울 레이더스와의 경기에 최다 선발등판, 최다 타자, 타수를 상대해 최다 피안타를 기록한 투수가 되었다.
- 송진우는 이 시즌 쌍방울 레이더스와의 경기에서 43탈삼진을 기록하여 단일 시즌 쌍방울 레이더스와의 경기에서 최다 탈삼진을 기록한 선수가 되었다.
- 조경택은 이 시즌 월요일 경기 4사구로 KBO 리그 역대 단일 시즌 월요일 경기 최다 기록을 세웠다.
- 구대성은 포스트시즌에서 5세이브를 기록해 KBO 리그 역대 단일 포스트시즌 최다 세이브 기록을 세웠다.
- 로마이어는 KBO 리그 외국인 타자 최초로 포스트시즌에 3루타를 쳤다.
- 이희수 감독이 감독 커리어 사상 포스트시즌에 진출한 것은 이때가 유일하다. 이 시즌에 이희수 감독은 포스트시즌에서 8승 1패 승률 0.889를 기록하여 KBO 리그 역대 포스트시즌 최고 승률 감독이 되었다.
- 유승안 코치는 이희수 감독이 심판 폭행으로 출장 정지 징계를 받아 출전하지 못하는 동안 총 11경기에서 감독 대행을 맡은 바 있다. 결론적으로 이 시즌에 팀이 우승을 함에 따라 유승안 코치는 감독(대행) 커리어 사상 유일한 우승을 경험하여 KBO 리그 우승을 경험한 감독(대행)들 중 통산 최소 경기 소화(277경기) 기록을 보유하게 되었다.
- 송진우는 11월 26일 3년 7억 원에 한화 이글스에 잔류하며 KBO 리그 역대 1호 FA 계약 선수가 되었다.
- 정경훈은 이 시즌을 끝으로 은퇴하여 KBO 리그 통산 3000타석 미만 타자 중 통산 최다 도루(182)로 은퇴한 타자가 되었다.

## 같이 보기
- 2013년 한화 이글스 시즌